# Harpa

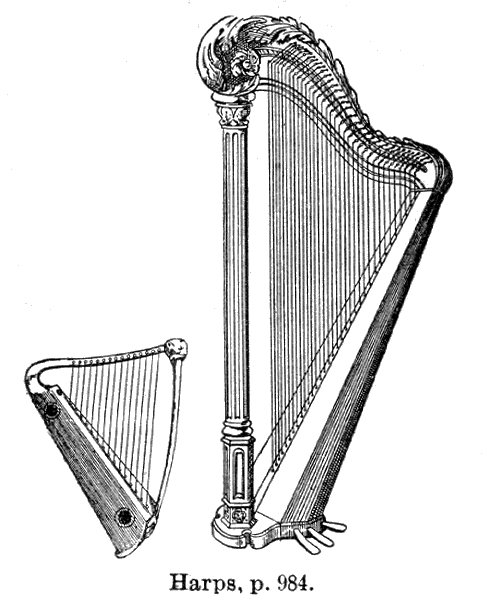
Uma harpa medieval (esquerda) e uma harpa de pedal de ação única (direita)

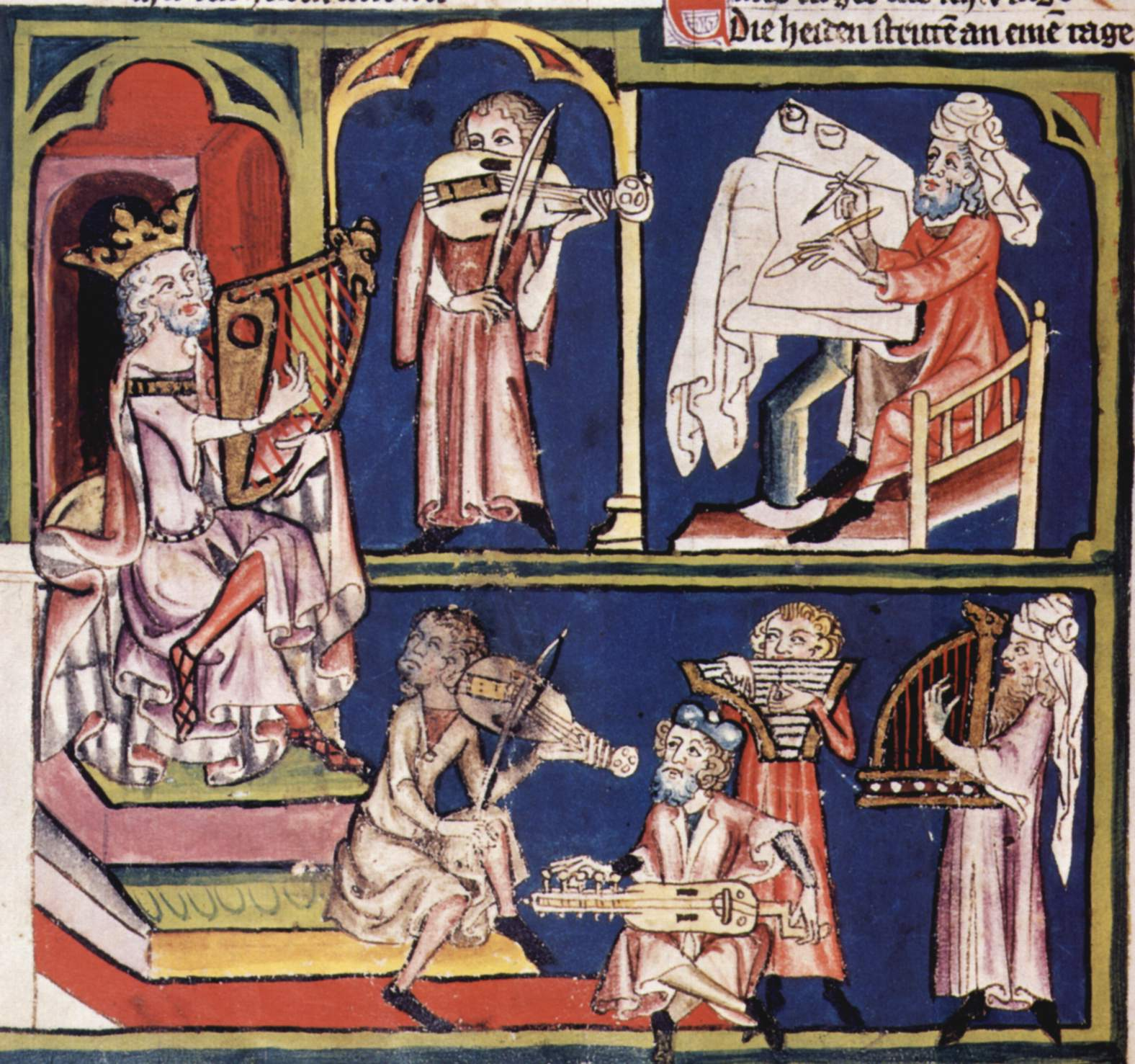
Rei Davi com Músicos, Crônicas de Rudolf von Ems.

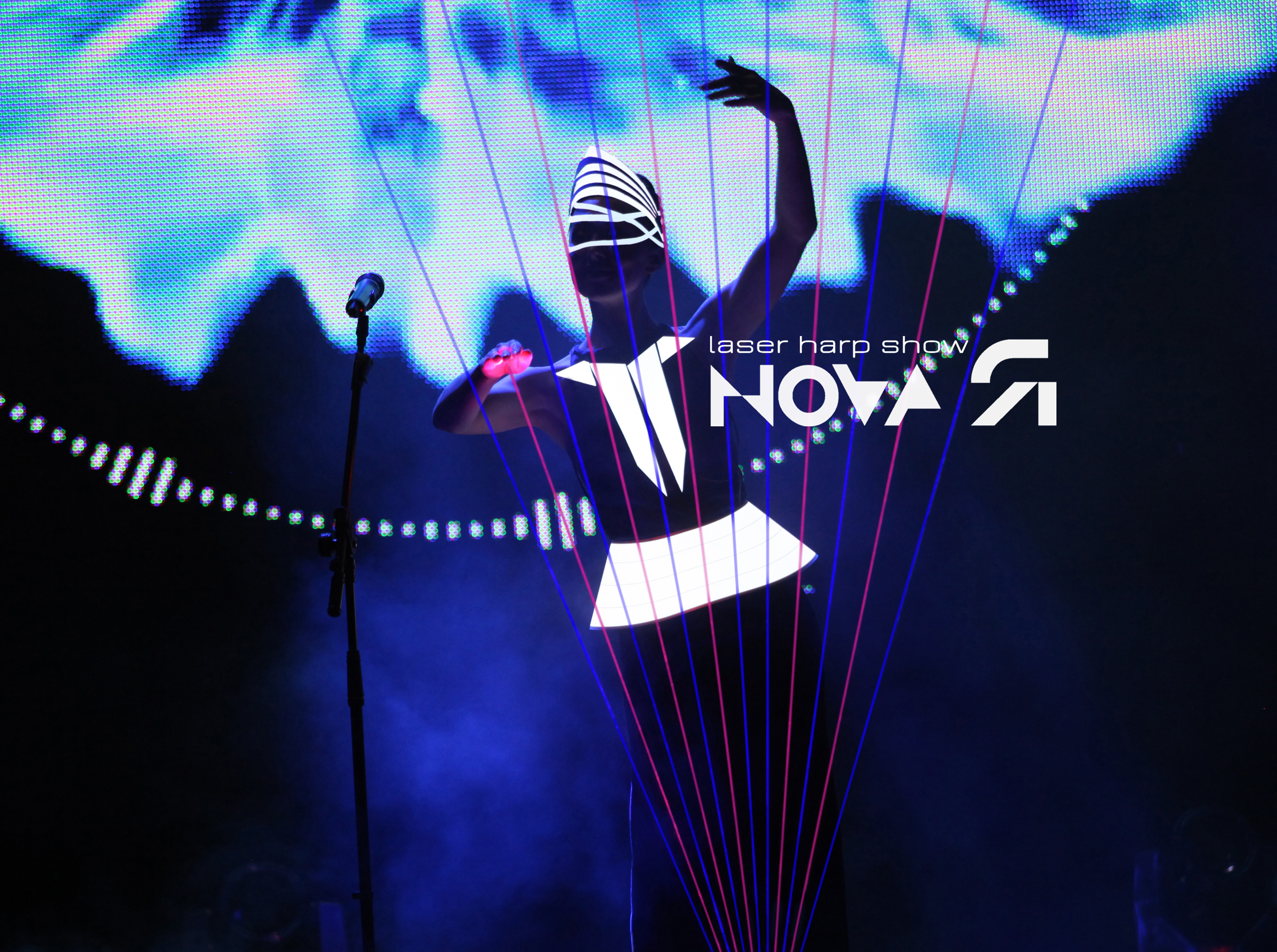
show de harpa a laser "novaYA" (novo) - a única diva de ópera com harpa a laser do mundo

A harpa, juntamente com a flauta, é um dos instrumentos mais antigos. Teria se originado dos arcos de caça que faziam barulho ao roçarem na corda. Ela é sempre triangular, lembrando um arco de caça.  A harpa é constituída pela caixa de ressonância, coluna, pescoço(s), cordas e por vezes, pedais ou levers (chaves/alavancas de semitom).

## História
Durante o crescimento do islamismo, durante o século VIII, a harpa viajou do norte da África até a Espanha e rapidamente se espalhou pela Europa. Em torno de 1720, foi inventada a harpa com pedais, um desenvolvimento muito importante para o instrumento. Acredita-se que tenha sido inventada por Celestin Hochbrücker, tendo sido aperfeiçoada mais tarde pelo francês Érard em 1810. Atualmente a harpa sinfônica tem 47 ou 48 cordas paralelas e sete pedais, um correspondente a uma nota para todas as oitavas. As cordas da harpa estão em escala diatônica.
Tem-se conhecimento através de fábulas épicas, poesias e trabalhos de arte, que as harpas existiam séculos antes de Cristo, na Babilônia e Mesopotâmia. Foram encontrados desenhos de harpas na tumba do Faraó Ramessés III (1198-1166 a.C.), em esculturas da Grécia antiga, em cavernas do Iraque que datam desde 2900 a.C. e textos religiosos cristãos afirmam que a harpa e a flauta existiam antes mesmo do Dilúvio. A harpa rudimentar já era conhecida pelos caldeus, egípcios, gregos e romanos e até hoje, representa um importante papel na cultura de alguns povos africanos da região do Saara, especialmente os Bwiti.

## Tipos: descrição, vantagens e desvantagens

### Harpa sinfônica (ou de pedais de dupla ação)
É a harpa tocada em orquestras. Tem uma extensão de aproximadamente seis oitavas e meia.

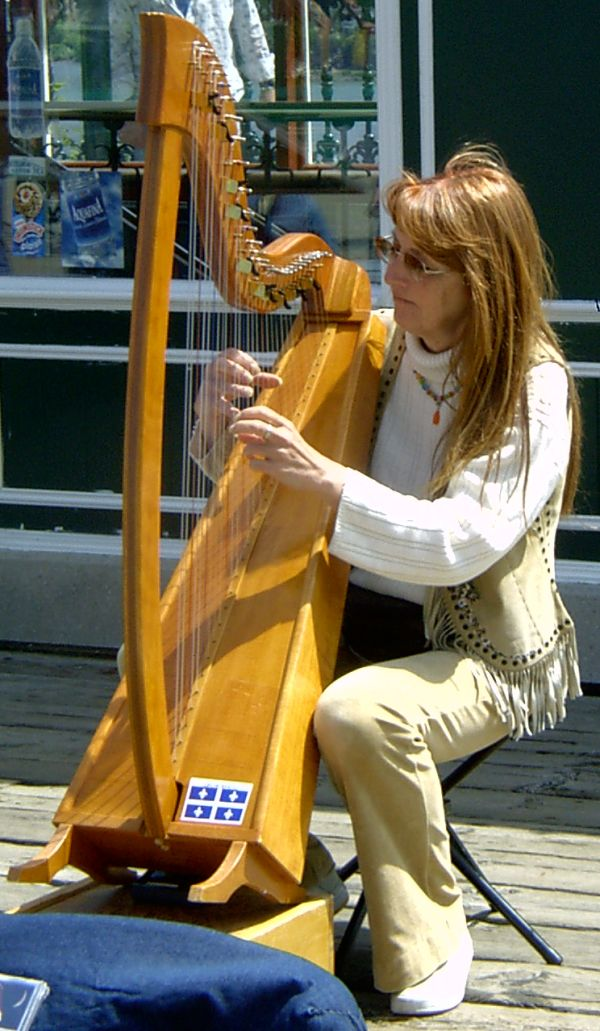
Uma harpista tocando seu instrumento

Extensão da harpa moderna em um teclado de piano

Ela possui cordas afinadas diatonicamente, mas possui sete pedais que alteram, cada um, o tom da nota (bemol, natural ou sustenido), sendo quatro pedais do pé direito (E (mi), F (fá), G (sol), A (lá)) e três do pé esquerdo (D (ré), C (dó) e B (si)).
```
D C B • E F G A
```

Ao abaixarmos totalmente um pedal, todas aquelas notas serão sustenidos. Se deixarmos um pedal na posição do meio, todas aquelas notas do instrumento serão naturais; mas se deixarmos um pedal totalmente levantado, todas aquelas notas serão bemóis. Os pedais acionam discos de semitom, que giram diminuindo o comprimento vibrante da corda, tal como um dedo numa casa de uma guitarra. Porém, os pedais geralmente não atuam sobre as duas mais graves cordas (harpas de 44, 46 ou 47 cordas) ou a última mais aguda, porque isso aumentaria ainda mais a tensão do instrumento, e, para preservá-lo, assim é feito. Logo, na harpa de 47 cordas, a primeira corda é sempre dó e a segunda ré (se assim afinadas).
É ótima para músicas modulantes, por causa desse mecanismo. Porém, quanto mais casas se avançam ou se regridem até seis no círculo de quintas, mais trabalhoso é fazer a modulação, pois isso obrigaria a mover até seis pedais. Em peças complexas, harpistas precisam planejar os movimentos de pedais necessários ao longo da música, anotando-os na partitura na forma de marcações de pedais.
```
D♯ C♭ B♮ • E♯ F♭ G♮ A♯      ᚁᚆᚐᚖᚁᚆᚐᚁ
```

No Brasil, uma harpa de pedais só pode ser adquirida por importação quando nova, custando de 40 mil a 100 mil reais os modelos básicos devido aos impostos. Outro fator relevante ao preço do instrumento custar o valor de uma casa de subúrbio é a mão de obra bem remunerada e o valorização do dólar e do euro, o que pode tornar mais inacessível. Um fabricante latino-americano poderia amenizar a situação.

### Harpa paraguaia
É um instrumento um tanto popular, falando sobre harpas. Tem um custo muito baixo: no Brasil é facilmente encontrada custando em média 2 mil reais. É excelente para músicas sem modulações. Algumas têm chaves de semitom (chamadas também de levers).
Mas a distância entre a cordas é muito diferente, assim como a espessura das cordas, exigindo que o músico use uma técnica muito divergente à da harpa sinfônica, como por exemplo, tanger as cordas com a unha. Modulações durante a execução são um problema.

### Harpa celta e modelos "student"
Estas harpas possuem levers que permitem mudar o tom da música corda por corda. Isso permite que o músico possa criar sua afinação e deixar uma corda dissonante propositalmente, por exemplo. A distância entre as cordas é aceitável, para que se possa usar um desses dois instrumentos para aprender a técnica da harpa de pedais se tratando do uso das mãos, e seus preços são muito menores.

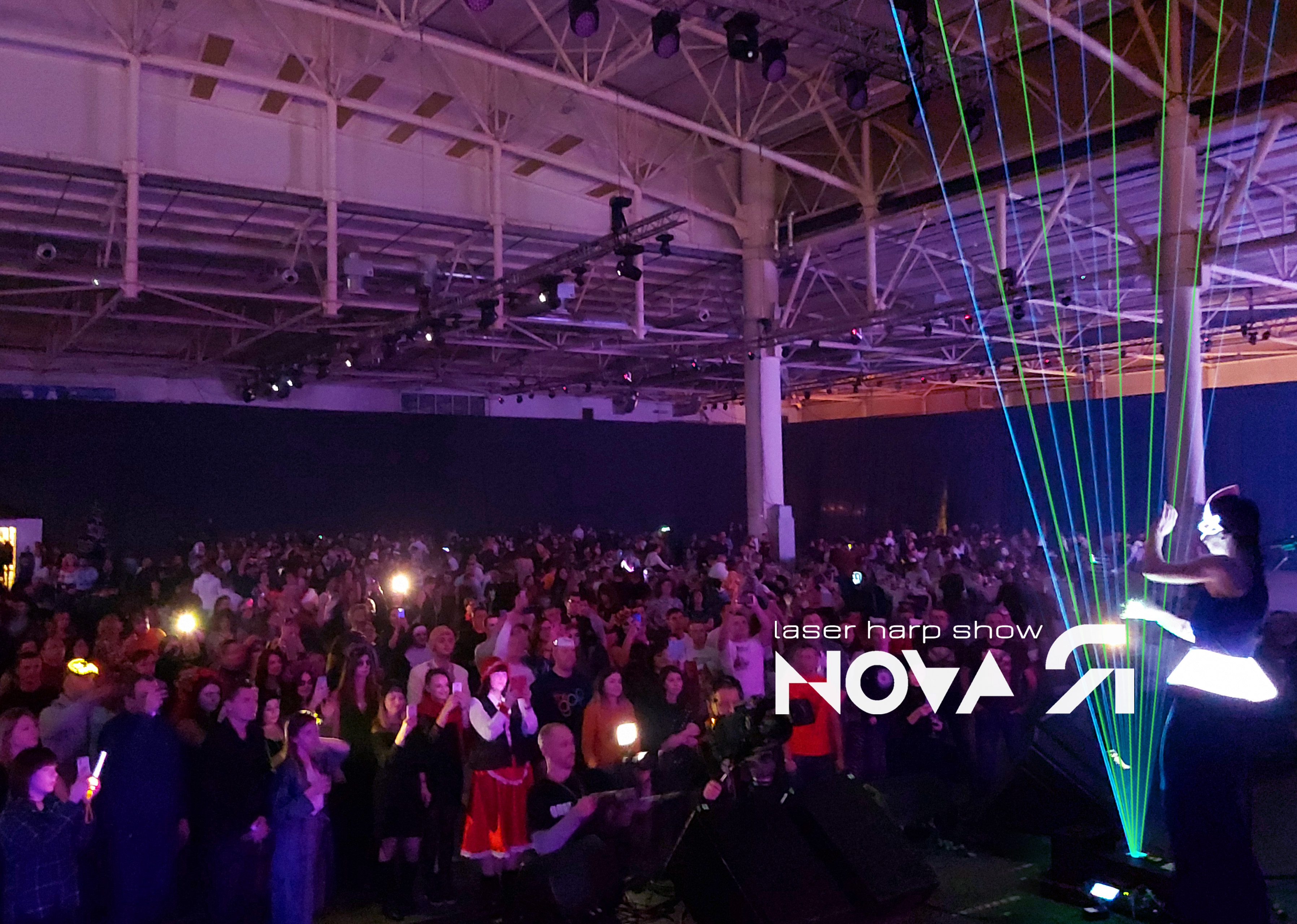
[http://www.lafestamusic.info/en/vm/laser_harp show de harpa a laser "novaYA" (novo) - a única diva de ópera com harpa a laser do mundo

Essas harpas não permitem uma modulação instantânea para todas as cordas, como a harpa de pedais.

### Harpa cromática de cordas cruzadas
De 72 a 76 cordas as maiores, são harpas completas, com cordas afinadas cromaticamente. É dotada de dois pescoços: um para as notas naturais e outro para as acidentadas (existem modelos de apenas um, como a vista no Museu Imperial em Petrópolis) e suas cordas se cruzam em uma curva descrita. Com isso, é possível fazer glissandos cromáticos.
Mas já não se pode fazer glissandos diatônicos além do de dó maior. Além disso, a alta tensão das cordas faz com que seu som seja fraco, em relação a harpa de pedais (curiosamente, vemos alguns modelos com pedal abafador) e sua execução é tecnicamente complexa.

## Harpistas famosos
Entre os maiores harpistas, pode-se citar Nicolas Bochsa (Montmedy, na França, 1789 - Sydney, na Austrália, 1856), Harpo Marx (23 de novembro de 1893 – 28 de setembro de 1964), Gabriel Cavalcante (25 de novembro de 1903 - 24 de dezembro de 1983), Loreena McKennitt e Órla Fallon (do Celtic Woman). No Brasil, vale destacar Cristina Braga e Acácia Brazil. Um harpista histórico é David (c. 1 040 a.C. - c. 970 a.C.) rei de Israel e Judá.

## Similares

### Harpa aLaser

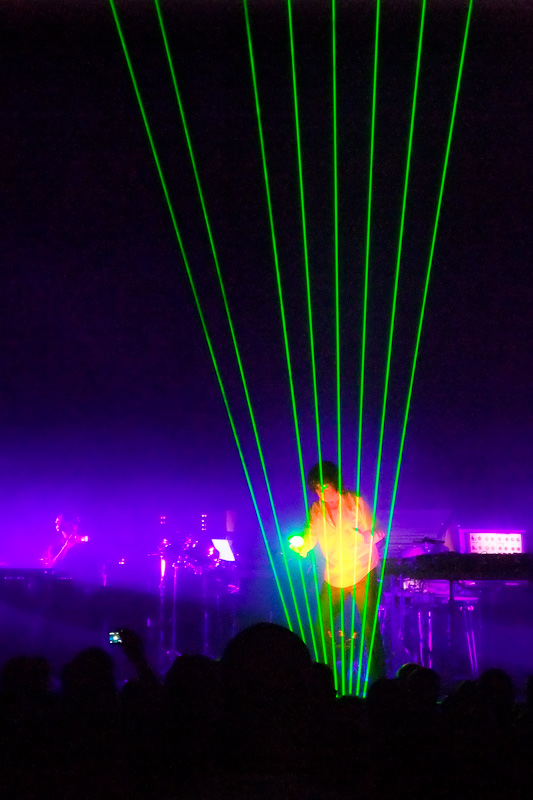
Jean Michel Jarre tocando harpa a laser, em Helsinki, na Finlândia em 2009.

Inventada por Bernard Szajner em 1981, a harpa a laser é constituída por uma série de feixes de lasers que, ligados a um sintetizador, sampler ou ao computador, produz sons pela interrupção das linhas luminosas com as mãos. O instrumento foi popularizado pelo músico francês Jean Michel Jarre.

## Claviarpa
A claviarpa é um instrumento do século XIX. Suas cordas são afinadas cromaticamente e são tangidas por hastes, acionadas por teclado. Possui, ainda, um pedal que empurra um pescoço de madeira entre as cordas para a realização dos harmônicos de uma oitava acima.